# ژولین (دهانه)
ژولین یک دهانه برخوردی در ماه‌ است.